# Jetis (Jetis)
Jetis is een bestuurslaag in het regentschap Ponorogo van de provincie Oost-Java, Indonesië. Jetis telt 1603 inwoners (volkstelling 2010).